# Віник

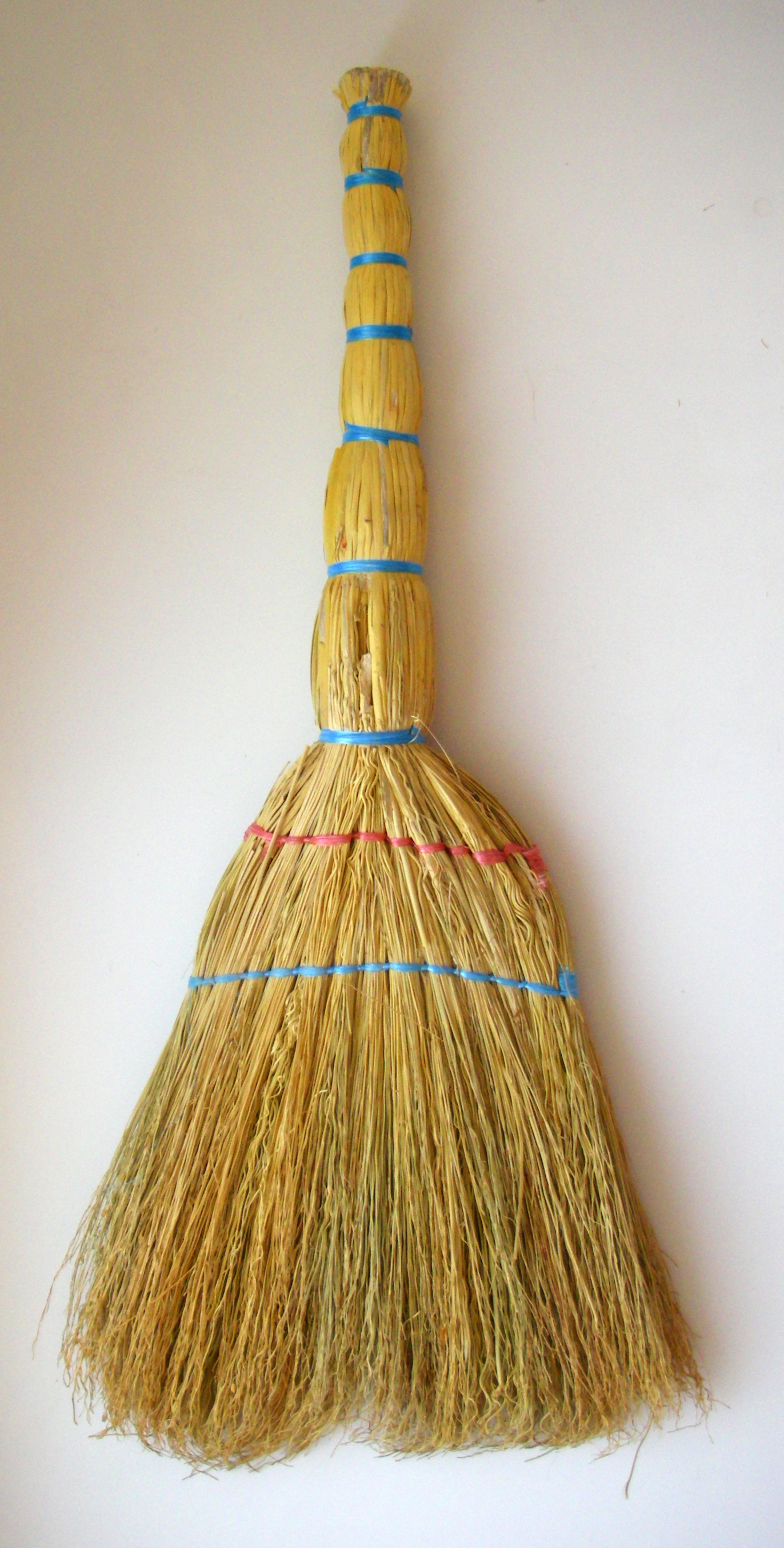
Віник зі стебел віникового сорго

Ві́ник — господарський інструмент, використовуваний для підмітання приміщень і вуличних територій, з метою очищення їх від сміття. Також віники застосовують для обприскування білизни, квітів, для нанесення оздоблювальної штукатурки.
Для виготовлення віника можуть бути використані як природні, так і синтетичні матеріали.

## Опис
Являє собою зв'язані у пучок довгі (зазвичай 20-50 см) стебла кущів, трав'янистої рослини, дрібні і довгі деревні стружки, або синтетичні жорсткі пружні волокна, які закріплюються на короткому держаку. Зараз матеріалом для віників зазвичай слугують стебла спеціально виведеного для цих цілей сорго віникового (Sorghum technikus sonvar, occidentocuresicum Jakuschev) та проса, колись для цього використовували такі рослини, як гіркий і звичайний полин, басія, що відомі під вжитковою назвою «віниччя».
Внаслідок тертя об поверхню протягом часу віник зношується, починає «деркати», дряпати: такий віник називають «деркачем» (у діалектах — «дряпаком», «драпаком»).

## Використовування
Окрім прямого призначення віник нерідко використовують для покарання домашніх тварин або просто як предмет загрози (зазвичай так діють літні люди).
З поширенням пилососів значення віника сильно зменшилося, але він залишається одним з основних господарських предметів прибирання будинку або вулиці[джерело?].

## У культурі
Віник — символ чистоти і ладу в помешканні, але оскільки він асоціюється зі сміттям, то водночас є і символом нечистоти. Віником, що служив для підмітання хати, не можна було чистити піч (для цього вживалося спеціальне помело). Також він був оберегом, охоронним засобом проти нечистої сили: наприклад, ним здійснювали обряд вибивання уроків з дитини, надалі викидаючи його за поріг хати.
У часи вітрильного флоту існувала традиція підіймати віник-«деркач» на клотику щогли в ознаменування перемоги (що символізувало «виметення» суден противника).

### Прислів'я, мовні звороти
- Віник задля сміття виник
- До нових віників пам'ятати — дуже довго пам'ятати[1]
- Хоч віником мети — нікого, нічого немає; пусто[1]

### Загадки
- Скручене, зв'язане, а по хаті гайда

### Пам'ятник
В українському центрі народного промислу в рамках святкування 95-річчя Савранського району і 620 років з дня заснування Саврані (2018 рік) презентували найбільший в світі віник.